# Pont körre vonatkozó hatványa
A pont körre vonatkozó hatványa vagy egy pont körhatványa az euklideszi síkgeometriában egy ponthoz és körhöz rendelhető mennyiség, értéke:
hk = d2 − r2 = PT2 = PA · PB
ahol:
hk a hatvány értéke,
d a pont és a kör középpontja közti távolság
r a kör sugara
PT a P pontból a körhöz húzott érintő hossza
PA és PB a P pontból húzott tetszőleges szelő A és B metszéseinek P ponttól való irányított távolsága
A mennyiséget még Jacob Steiner svájci matematikus vezette be, és mutatta meg a kifejezések egyenértékűségét.

## Speciális elrendezések
A körhatvány előjele a pont körhöz viszonyított helyzetétől függ:
- ha a pont a körön kívül van, a hatvány pozitív,
- ha a pont a köríven van, nulla,
- ha a pont a körön belül van, negatív a hatvány, érintő nem húzható; a hatvány abszolút értékének gyökét a PO egyenesre merőleges szelővel kaphatjuk meg

Ha a kör pontkör, akkor r2 = 0, a hatvány a tőle való távolságnégyzet lesz.

## Bizonyítása

A pont kívül van: PA · PB szorzat pozitív

### Annak a bizonyítása, hogy két szelőre a szorzat ugyanaz
Legyen P egy tetszőleges pont, a belőle húzott két szelő metszései a körrel A, B, C és D pontok, lásd ábra.
ABCD húrnégyszög, ezért ACP< szög megegyezik DBP< szöggel, és APC< szög is BPD< szöggel, tehát
APCΔ és BPDΔ hasonlók
a megfelelő oldalaik aránya megegyezik:

Ha a szelő átmérő, a PA · PB szorzat megegyezik d^{2} − r^{2} értékkel

PA / PC = PD / PB
amit átszorozva kapjuk, hogy:
PA · PB = PC · PD

### Megegyezik a d2− r2kifejezéssel
Abban az esetben, amikor a szelő egyben átmérő PA és PB értéke: d + r és d − r, PA · PB szorzat:

Az érintő merőleges az érintési pontba húzott sugárra, felírhatjuk a Pitagorasz-tételt

PA · PB = (d + r) · (d − r) = d2 − r2
hasonlóan: ha d < r, azaz a pont a körön belül van, PA és PB irányítása ellentétes, szorzatuk, d2 − r2 negatív.

### Érintő hosszának négyzete
Szemléletesen: ha az érintési pontot úgy tekintjük, mintha A és B egybeesne T-ben:
PA · PB = PA · PA = PT2
Ám mert a szelők szorzatának egyenlőségének bizonyítása kihasználta, hogy két metszéspont van, és mert nem létezik érintő, ha P a körön belül van, mégis tisztább máshogy bizonyítani. Ha kihasználjuk, hogy OTP< szög derékszög, akkor a Pitagorasz-tétel értelmében:
PT2 + r2 = d2, azaz PT2 = d2 − r2

## Kör normálegyenlete
Ahogy az egyenes normálegyenlete a de(p) = 0 kifejezés, ahol a de(p) a P pontnak az e egyenestől való távolságát jelenti, kör normálegyenletének a hk(p) = 0 egyenletet nevezzük, ahol a hk(p) megadja egy P pontnak a k körre vonatkozó hatványát. Legyen a kör sugara r, középpontjába mutasson o vektor.
hk(p) = d2 − r2 = d2 − r2 = (p − o)2 − r2
egy kör normálegyenlete ezek szerint hk(p) = 0:
(p − o)2 − r2 = 0